# Сан Ђовани ал Натизоне
Сан Ђовани ал Натизоне је насеље у Италији у округу Удине, региону Фурланија-Јулијска крајина.
Према процени из 2011. у насељу је живело 4067 становника. Насеље се налази на надморској висини од 61 м.

## Становништво
Према резултатима пописа становништва 2011. у општини је живело 6.117 становника.
| 1951. | 1961. | 1971. | 1981. | 1991. | 2001. | 2011. |
| ----- | ----- | ----- | ----- | ----- | ----- | ----- |
| 3.745 | 3.820 | 4.738 | 5.716 | 5.629 | 5.735 | 6.117 |

## Партнерски градови
- Francavilla Fontana, Kuchl, Бистрице под Хостином